# Tayronas

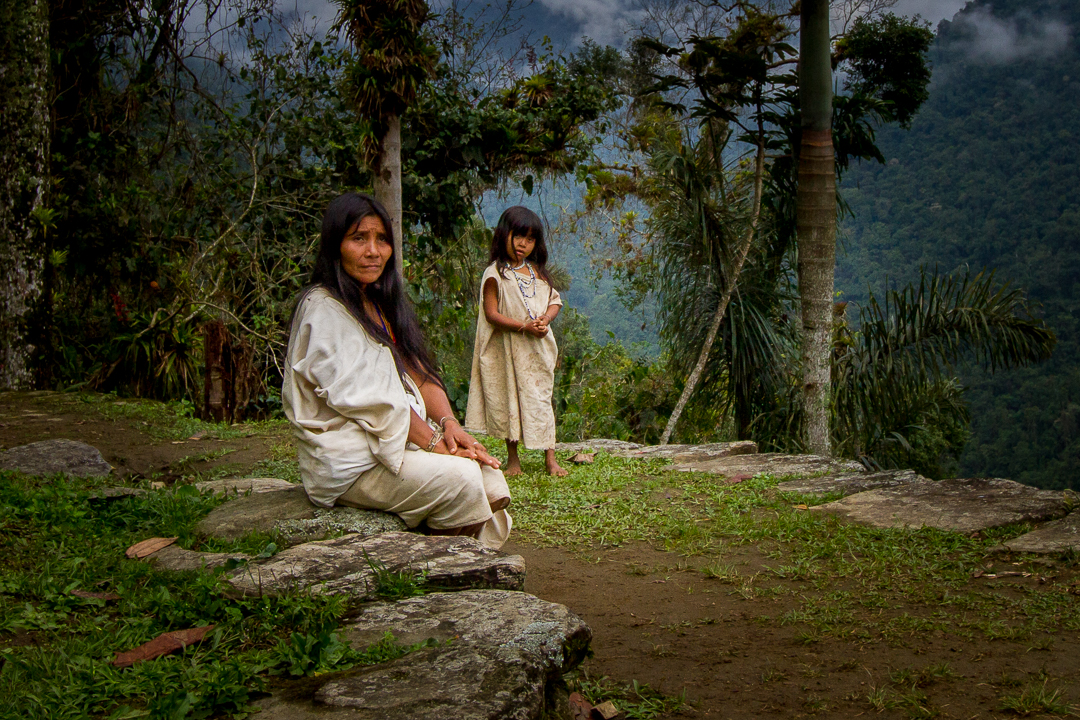
Femme et enfant Kogis, une tribu fille des Tayronas.

Les Tayronas est un important groupe amérindien précolombien — aujourd’hui disparu — occupant le territoire de l'actuel département de Magdalena en Colombie, dans la Región Caribe.
Les Tayronas, au moment de la conquête espagnole, vivent sur la face nord de la Sierra Nevada de Santa Marta ainsi que dans la plaine côtière, notamment le long des fleuves Guachaca, Don Diego et Buritaca, et sur l'actuel Parc national naturel de Tayrona.
Le nom de ce peuple est en relation avec les mots teyuna, teiruna ou tairuna, qui se retrouvent dans les langues des peuples indigènes vivant aujourd'hui dans cette région, et qui descendent des Tayronas survivants de la colonisation espagnole au XVIe siècle.

Leur langue appartient à la filiation des langues chibchanes.

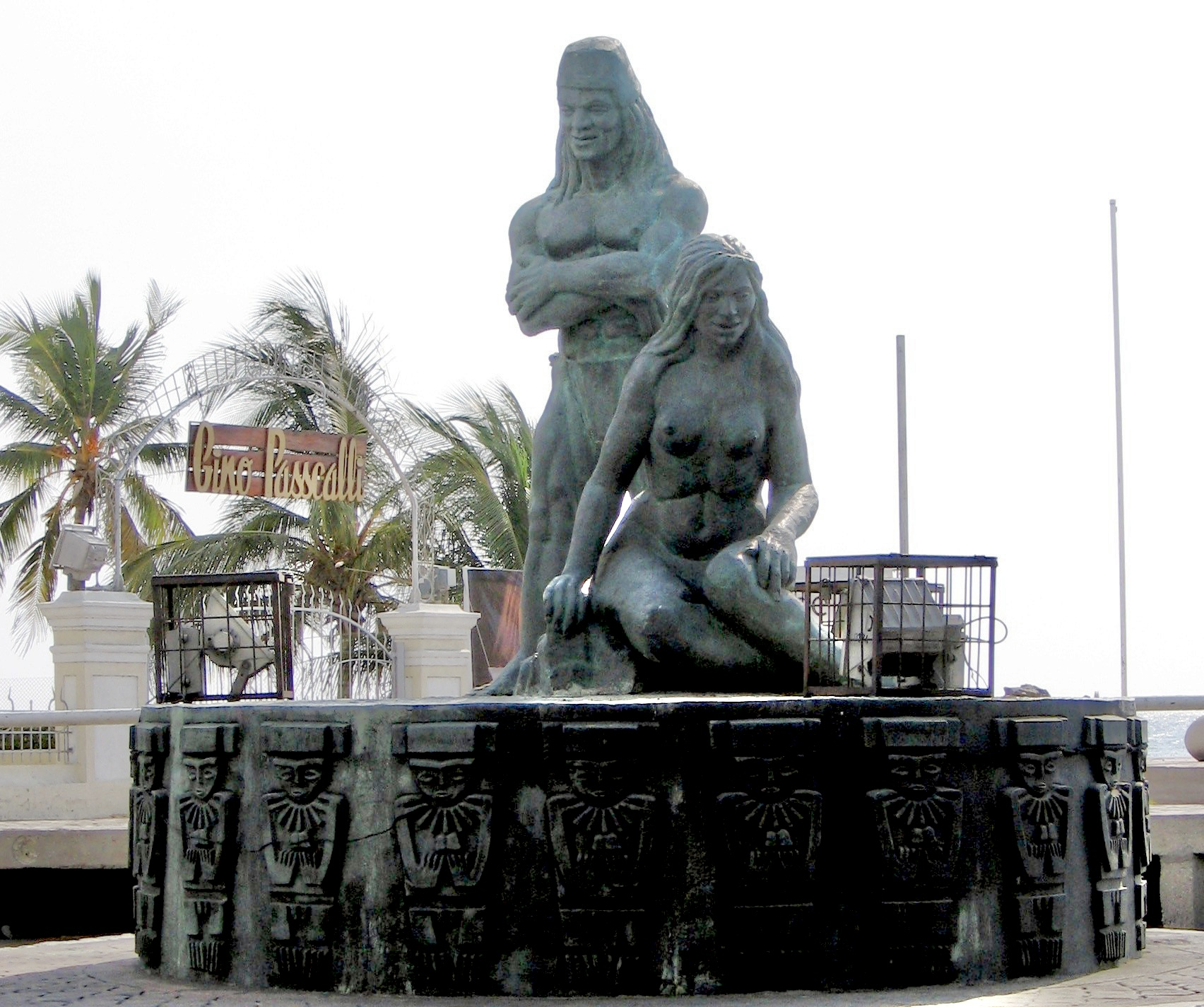
Monument à Santa Marta évoquant les Tayronas.

## Histoire
Les Tayronas furent découverts par les Espagnols peu après que le conquistador Rodrigo Galván de las Bastidas eut débarqué sur cette partie de la côte caraïbe et fondé la cité de Santa Marta le 29 juillet 1525.
À la suite de nombreux affrontements et massacres, les Tayronas furent décimés. En 1550, 80 % de leur population avait sans doute disparu. Les survivants furent intégrés par métissage ou bien se dispersèrent et se retirèrent sur les hauteurs de la Sierra Nevada de Santa Marta, où  leurs descendants directs vivent encore dans les tribus des Kogis (ou Koguis), Arhuacos (ou Ikas), Sankás, Kankuamos, Wiwas, etc. (voir les Taironas sur le wiki espagnol).

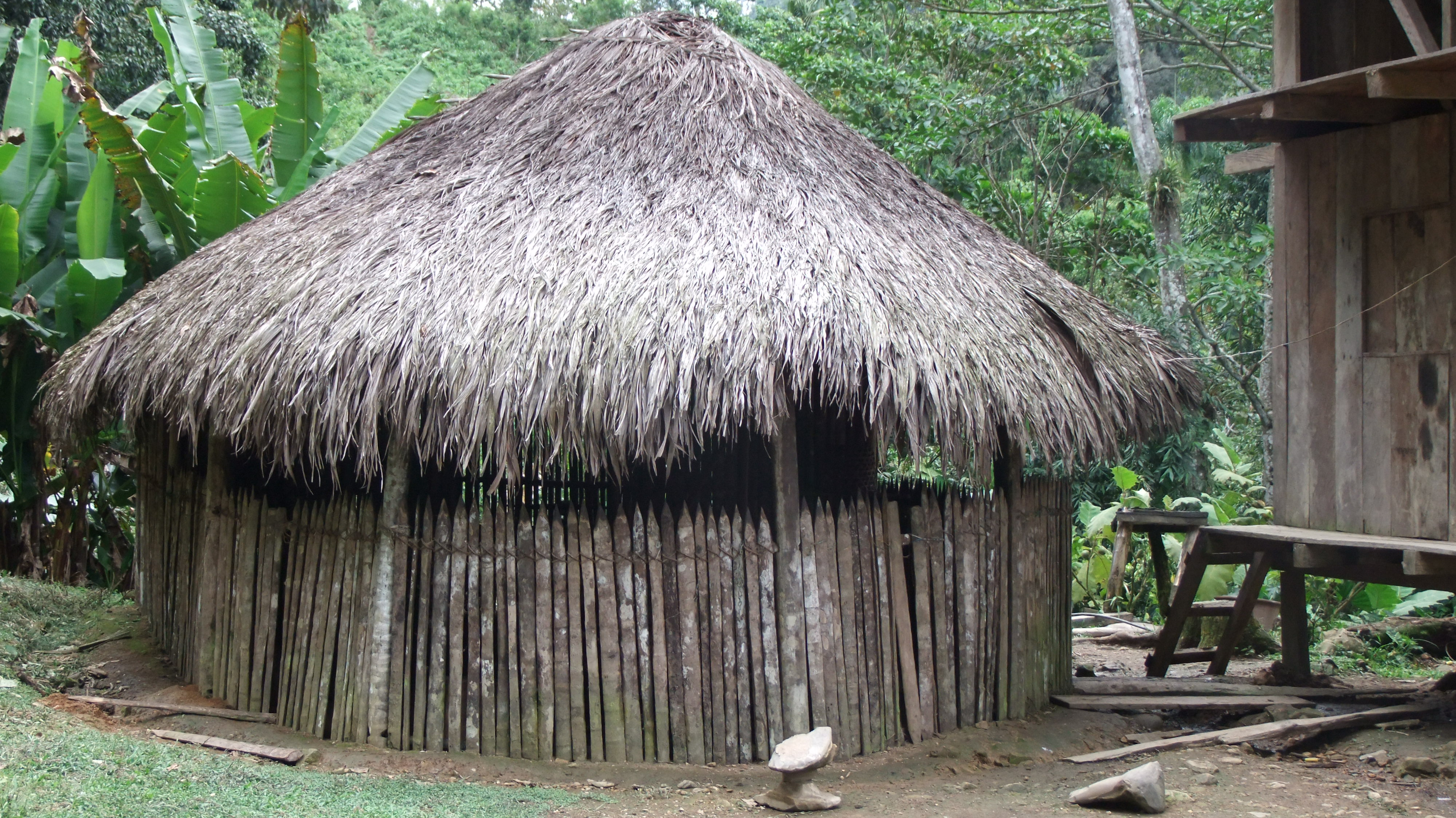
Hutte sud-américaine semblable aux habitations Tayronas retrouvées à Ciudad Perdida. Les huttes Tayronas, habilement construites pour éviter l'humidité, étaient cependant considérablement plus grandes.

## Ciudad Perdida
Une des plus grandes cités Tayronas, à l'époque de la splendeur de cette civilisation (XIe – XVIe siècles), dominant commercialement les autres sites de Bonda, Chengue et Pueblito, se trouvait être ce que l'on nomme aujourd'hui Ciudad Perdida (cité perdue), ayant subi au cours des siècles de multiples pillages et expéditions archéologiques amateur. Les travaux des archéologues Luisa Fernanda Herrerra en 1976, et Santiago Giraldo à partir de 2006, permettent aujourd'hui de mieux apprécier la culture et l'architecture de la région.

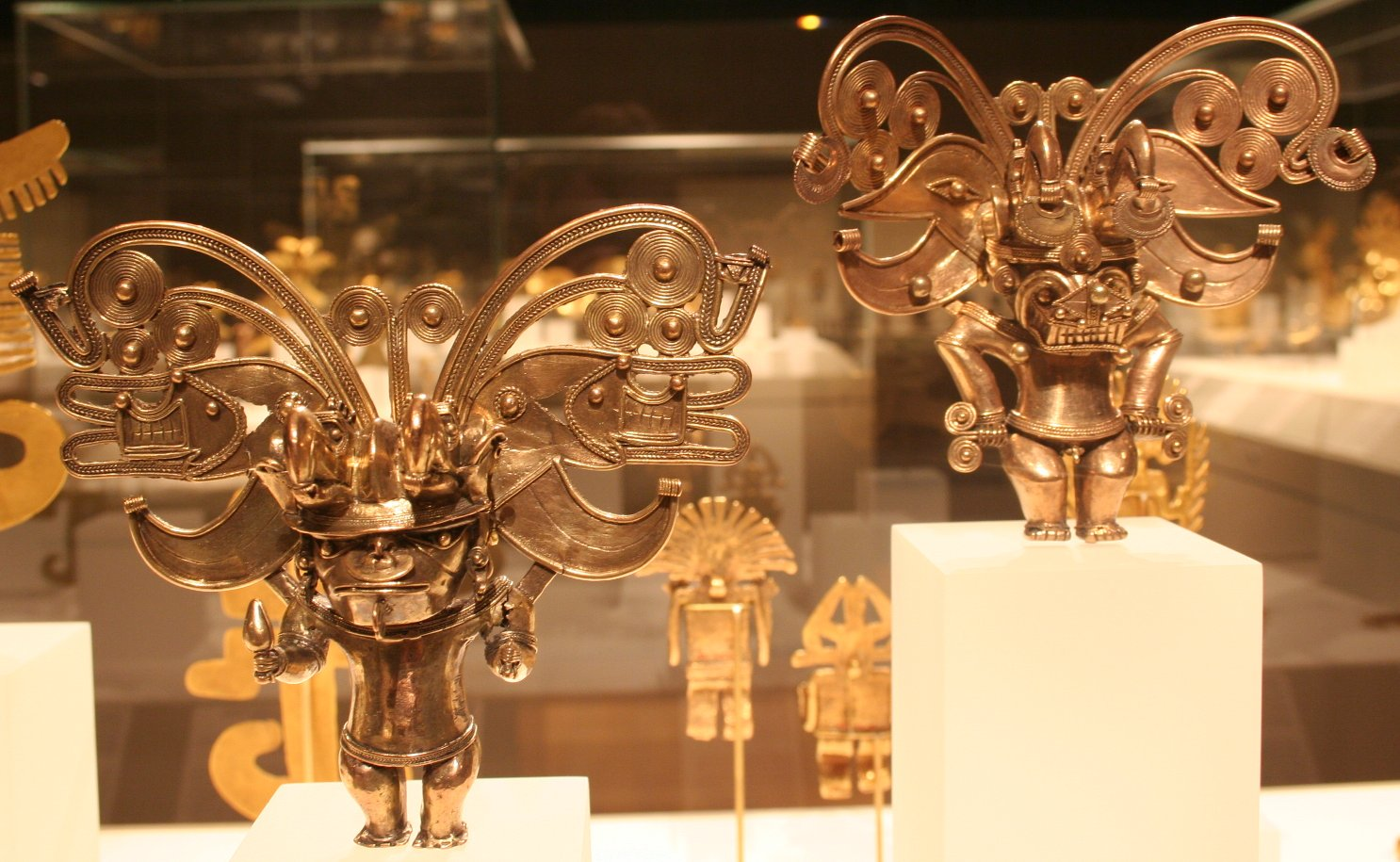
Pendentifs Tairona en or.

Abritant environ 10 000 habitants à son apogée, la cité survivait grâce aux intenses échanges entre les autres cités de ce peuple, mais également grâce à des grandes terrasses à flanc de montagne, largement défrichés, où étaient cultivés le maïs et le manioc. Dirigés par de grands caciques, qui s'appuyaient sur un système de chefferies complexes, les Tayronas constituaient un peuple riche, maintenus dans une relative stabilité par des rituels communs de banquets rituels et de cérémonies religieuses. 46 terrasses en rempart mènent au sommet d'un "axe central", desservi par 18 routes à travers la ville, et consistant en une zone résidentielle et rituelle pour l'élite locale. Les contemporains conquistadors décrivent le peuple Tayronas comme couvert de bijoux très variés (la plupart du temps fait d'alliages), peu importe le rang social du porteur ; l'archéologie n'a pour l'instant que peu exhumé de bijoux en or dans les sites urbains, mais des "trésors" à découvrir dans les tombes, aujourd'hui hors d'accès, sont à envisager.